# Gran Premio Bruno Beghelli 2001
Il Gran Premio Bruno Beghelli 2001, sesta edizione della corsa, si svolse il 30 settembre 2001, per un percorso totale di 200 km. Venne vinto dal belga Andrei Tchmil che terminò la gara in 4h52'15".

## Ordine d'arrivo (Top 10)
| Pos. | Corridore           | Squadra       | Tempo    |
| ---- | ------------------- | ------------- | -------- |
| 1    | Andrei Tchmil       | Lotto-Adecco  | 4h52'15" |
| 2    | Jaan Kirsipuu       | AG2R Prév.    | a 2"     |
| 3    | Paolo Valoti        | Alessio       | s.t.     |
| 4    | Angelo Furlan       | Alessio       | s.t.     |
| 5    | Stefano Zanini      | Mapei         | s.t.     |
| 6    | Dmitrij Konyšev     | Fassa Bortolo | s.t.     |
| 7    | Alberto Ongarato    | Mobilvetta    | s.t.     |
| 8    | Alessandro Petacchi | Fassa Bortolo | s.t.     |
| 9    | Matteo Carrara      | Colpack-Astro | s.t.     |
| 10   | Mauro Radaelli      | Tacconi Sport | s.t.     |